# 김동수 (1983년)
김동수(金東秀, 1983년 6월 17일~)는 재일 한국인 축구인이다. 현역 시절 미드필더와 수비수 자리에서 뛰었으며, 2013년을 마지막으로 은퇴를 한 후 FC 오사카의 코치진을 지내고 있다.